# ИНСЕАД
Европейският институт по управление на бизнеса, познат повече като ИНСЕАД (съкращението INSEAD е от наименованието на френски: Institut européen d'administration des affaires), е френско висше училище, сред водещите в Европа и света по рейтинг в образованието по стопанско управление.
Българският икономист Илиян Михов (1966) е декан (учебен и научен ръководител) на училището от 2013 г.
Институтът е основан във Фонтенбло (Централна Франция) през 1957 г. Преживява бурно развитие пред последните десетилетия, като открива учебни бази в Сингапур и Абу Даби (ОАЕ), както и изследователски център в Сан Франциско. Предлага главно очно (дневно) обучение с магистърска програма по стопанско управление (MBA), както и други програми за обучение, включително за докторска степен.
През първите 10 години от съществуването си (1957 – 1967) училището се помещава в Двореца на Фонтенбло.